# Melanagromyza tamsi
Melanagromyza tamsi är en tvåvingeart som beskrevs av Spencer 1977. Melanagromyza tamsi ingår i släktet Melanagromyza och familjen minerarflugor.
Artens utbredningsområde är Principe. Inga underarter finns listade i Catalogue of Life.